# Hermenegildo Rodríguez Pérez
Hermenegildo Rodríguez Pérez (Almoradí, 11 de gener de 1953) fou un advocat i polític valencià, diputat a Corts Valencianes.

## Biografia
Va fer els estudis secundaris a Elx i Oriola, es llicencià en Dret per la Universitat de València i es diplomà en administració i planificació d'empreses a la Universitat Politècnica de Madrid. En 1974 fou membre de la Junta Democràtica del País Valencià com a independent i en 1975 ingressà al Partido Socialista Popular. Fou secretari general de l'Agrupació Universitària del PSP de la Universitat de València, delegat al III Congrés del PSP a Madrid (5-6 de juny de 1976) i al I Congrés del PSP del País Valencià (26-27 de novembre de 1977).
Es va col·legiar com a advocat a Alacant, Elx i Oriola, i treballà de 1980 a 1990 com a advocat laboralista de la UGT. Fou nomenat secretari d'Estudis i Programes de l'agrupació comarcal de la Vega Baixa del PSPV-PSOE, partit amb el qual fou elegit regidor i tinent d'alcalde de l'Almoradí a les eleccions municipals espanyoles de 1983, càrrec revalidat a les eleccions municipals de 1987 i 1991, i diputat a les eleccions a les Corts Valencianes de 1983, 1987, 1991 i 1995. Dins de les Corts Valencianes ha estat president de la Comissió Parlamentària de Medi ambient i vicepresident de la d'Agricultura i d'Obres Públiques i Urbanisme. També ha format part de les Comissions d'Estudis Especials de la Sequera, Catàstrofes Naturals, Gelades i Incendis Forestals de la Comunitat Valenciana i fou ponent de la llei de Cooperatives de la Comarcal Valenciana, de la llei d'Arrendaments Històrics Valencians, de la llei d'Activitats Urbanístiques i de la llei de Sòl no Urbanitzable.
En 2012 fou distingit pel Consell General de l'Advocacia en reconeixement de portar més de 25 anys de servei.